# Coppa del Kazakistan (pallavolo maschile)
La Coppa del Kazakistan è una competizione pallavolistica per squadre di club kazake maschili, organizzata con cadenza annuale dalla VFRK.

## Edizioni
| Edizione         | Edizione          | Podio    | Podio     | Podio                |
| Anno             | Sede della finale | Campione | Risultato | Finalista            |
| ---------------- | ----------------- | -------- | --------- | -------------------- |
| 2019-20 Dettagli | -                 | Almatı   | -         | Atıraw               |
| 2020-21 Dettagli | Öskemen           | Atıraw   | 3 - 0     | Ushkyn-Kokshetau     |
| 2021-22 Dettagli | Petropavl         | Taraz    | 3 - 0     | Atıraw               |
| 2022-23 Dettagli | Atyrau            | Atıraw   | 3 - 2     | Burevestnik Alma-Ata |

## Palmarès
| Squadra | Titolo | Edizione         |
| ------- | ------ | ---------------- |
| Atıraw  | 2      | 2020-21, 2022-23 |
| Almatı  | 1      | 2019-20          |
| Taraz   | 1      | 2021-22          |